# Molitg-les-Bains
Molitg-les-Bains är en kommun i departementet Pyrénées-Orientales i regionen Occitanien i södra Frankrike. Kommunen ligger i kantonen Prades som tillhör arrondissementet Prades. År 2022 hade Molitg-les-Bains 248 invånare.

## Befolkningsutveckling
Antalet invånare i kommunen Molitg-les-Bains
| Referens: INSEE |